# موا گومز
موزیس 'موا' گومیز بوردونادو (انگلیسی: Moi Gómez؛ زادهٔ ۲۳ ژوئن ۱۹۹۴) بازیکن فوتبال اهل اسپانیا است که در پست هافبک تهاجمی برای باشگاه فوتبال ویارئال بازی می‌کند.
از باشگاه‌هایی که در آن بازی کرده‌است می‌توان، باشگاه فوتبال ختافه، و باشگاه فوتبال اسپورتینگ خیخون اشاره کرد.
وی همچنین در تیم‌های ملی فوتبال زیر ۱۶ سال اسپانیا، زیر ۱۷ سال اسپانیا، زیر ۱۸ اسپانیا، زیر ۱۹ سال اسپانیا، و زیر ۲۱ سال اسپانیا بازی کرده‌است.